# Jenny Ozorai
Jenny Ozorai (ur. 3 grudnia 1990) – węgierska lekkoatletka specjalizująca się w rzucie młotem.
Uplasowała się na trzecim miejscu gimnazjady w 2006 roku. Na mistrzostwach świata juniorów młodszych w Ostrawie (2007) odpadła w eliminacjach, a już rok później zdobyła w Bydgoszczy brązowy medal juniorskiego czempionatu globu. W 2009 została wicemistrzynią Europy juniorów. Reprezentantka Węgier w zimowym pucharze w rzutach lekkoatletycznych oraz meczach międzypaństwowych. 
W dużych zawodach międzynarodowych startuje także w rzucie dyskiem, w tej konkurencji była 6. na europejskim festiwalu młodzieży (2007), a w 2009 zajęła 11. miejsce w mistrzostwach Starego Kontynentu juniorów. 
Stawała na podium mistrzostw kraju w rzucie młotem i dyskiem oraz pchnięciu kulą. 
Rekord życiowy w rzucie młotem: 68,08 (10 marca 2010, Fullerton).

## Osiągnięcia
| Rok  | Impreza                               | Miejsce   | Lokata             | Wynik |
| ---- | ------------------------------------- | --------- | ------------------ | ----- |
| 2006 | Gimnazjada                            | Saloniki  | 3. miejsce         | 50,45 |
| 2007 | Mistrzostwa świata juniorów młodszych | Ostrawa   | el. – 13. miejsce  | 53,08 |
| 2008 | Mistrzostwa świata juniorów           | Bydgoszcz | 3. miejsce         | 60,80 |
| 2009 | Zimowy puchar Europy w rzutach        | Teneryfa  | 10. miejsce (U-23) | 55,60 |
| 2009 | Mistrzostwa Europy juniorów           | Nowy Sad  | 2. miejsce         | 63,70 |
| 2010 | Zimowy puchar Europy w rzutach        | Arles     | 2. miejsce (U-23)  | 63,03 |
| 2011 | Młodzieżowe mistrzostwa Europy        | Ostrawa   | 8. miejsce         | 63,48 |
| 2011 | Uniwersjada                           | Shenzhen  | el. – 12. miejsce  | 62,65 |
| 2013 | Uniwersjada                           | Kazań     | 12. miejsce        | 58,04 |